# 李佳豫
李佳豫（英語：Angela，1982年6月8日—），台灣女藝人、電視節目主持人，暱稱「小豫兒」。畢業於華岡藝校舞蹈科（芭蕾舞、民族舞蹈、現代舞、佛朗明哥）。出道前以拍廣告為主，現在則活躍在演戲與主持方面。

## 個人經歷
- 2003年正式出道。初開始主持三立都會台旅遊節目《世界那麼大》，以「小豫兒」之名主持。並首次參與華視偶像劇《單身宿舍連環泡》演出。
- 2004年由《中國那麼大》製作群聯手推出的紀錄書《五朵金花豔闖邊疆》，以她為封面人物。8月客串TVBS-G偶像劇《香草戀人館》，也接拍東森戲劇台偶像劇《極速傳說2：愛戀2000米》。10月首度與陽帆合作主持東森綜合台《全能估價王》，並暫別《中國那麼大》主持工作。10月底，被報原已報考北京中央戲劇學院並一路過關斬將至最後關卡，她卻擔心不知如何對家人、公司交代，最後臨陣退縮硬是錯過考試。11月底，因為檔期問題辭去《全能估價王》主持工作。
- 2005年初接替渟渟主持中視電玩節目《數位遊戲王》。1月底，《中國那麼大》節目更名為《世界那麼大》，她則在4月播出之「陝西行」中復出該節目的主持工作。4月赴尼泊爾錄影，由於情勢誤判使得製作群在四天內爬了十六座山，號稱是她出外景來最接近死神的一次體驗。
- 2006年主演東森自製偶像劇《極道學園》。6月《世界那麼大》發行DVD，她的部份已陸續發行〈西藏篇〉、〈雲南篇〉、〈西班牙篇〉、〈夏威夷篇〉、〈尼泊爾篇〉、〈峇里島篇〉、〈荷蘭篇〉等七篇。7月個人首本隨筆旅遊書籍《李佳豫愛出走》發行並大賣三萬多本，10月她和張宇文、張宇豪三人共同主持公視節目《同學少年都不賤》。10月中，受到日本岩手縣官方欽點，隨《世界那麼大》赴岩手縣拍攝節目。12月發行由她、柯以柔、黃曉玫共同創作之旅遊書籍《世界那麼大：小豫兒、柯以柔的旅行交換日記》。
- 2007年再度與陽帆合作，共同主持東風衛視《估價王》。
- 2008年12月，結束《數位遊戲王》主持工作，由瑤瑤接替。
- 2012年1月，結束《世界那麼大》主持工作。
- 結束外景主持後，朝戲劇發展。

## 主持節目
| 日期                         | 頻道                | 節目名稱        |
| 2003年1月－2012年1月6日      | 三立都會台          | 世界那麼大      |
| 2004年10-11月                | 東森綜合台          | 全能估價王      |
| 2005年1月－2008年12月27日    | 中視                | 數位遊戲王      |
| 2006年10-12月                | 公視                | 同學少年都不賤  |
| 2007年1-10月                 | 東風衛視            | 估價王          |
| 2010年10月3日－2011年4月10日 | 公視、人間衛視      | 就ㄐㄧㄤˋ玩科學 |
| 2012年1月－2013年6月         | 中天亞洲台、PPS影音 | 星星帶你去旅行  |
| 2020年3月                    | 緯來綜合台          | 風水！有關係    |

## 戲劇演出

### 電視劇
| 年份 | 頻道       | 劇名                             | 飾演            |
| 2003 | 華視       | 《單身宿舍連環泡》               | 翠萍            |
| 2004 | TVBS-G     | 《香草戀人館》                   | 客串            |
| 2004 | 東森       | 《極速傳說2-愛戀2000米》         | MIX             |
| 2006 | 華視       | 《極道學園》                     | 洛亭(一毛）     |
| 2007 | 公視       | 《人生劇展：時光照應》           |                 |
| 2008 | 中視       | 《牽牛花開的日子》               | 李阿寶          |
| 2009 | 公視       | 《我的這一班》                   | 李家瑜          |
| 2009 | 中視       | 《閃亮的日子》                   | 陳玉婷          |
| 2011 | 中天娛樂台 | 《戀戀阿里山》                   | 楊美英          |
| 2012 | 壹電視     | 《幸福蒲公英》                   | 高廣美          |
| 2012 | 大愛       | 《長情劇展-大英家之味》          | 蔡淑鈺          |
| 2012 | 大愛       | 《長情劇展-白袍的約定》          | 陳紅燕          |
| 2013 | 八大電視   | 《愛的生存之道》                 | Coco            |
| 2013 | 民視       | 《廉政英雄》第二十單元：藥命關係 | 石可心          |
| 2013 | 台視       | 《結婚好嗎？》                   | 張儀娟 （客串） |
| 2014 | 台視       | 《神仙·老師·狗》                 | 伍悅亮          |
| 2015 | 三立都會台 | 《聽見幸福》                     | 王曉琳          |
| 2015 | 台視       | 《新世界》                       | 羅詠玫          |
| 2015 | 台視       | 《天若有情》                     | 李曉佩          |
| 2016 | 三立都會台 | 《大人情歌》                     | 吳姿姿 （客串） |
| 2016 | 公視       | 《今晚，你想點什麼？》           | Li Li           |
| 2016 | 三立都會台 | 《獨家保鑣》                     | 蔣文莉          |
| 2017 | 公視       | 《城市情歌》                     | 陳家福          |
| 2017 | 芒果TV     | 《那刻的怦然心動》               | 淑惠            |
| 2019 | 大愛       | 《最美的相遇》                   | 彭瑞芬          |
| 2019 | 三立都會台 | 《月村歡迎你》                   | 夏鷗            |
| 2019 | 八大綜合台 | 《一起幹大事》                   | 汪素美 （客串） |
| 2019 | 三立台灣台 | 《炮仔聲》                       | 羅慧琳 Elsa     |
| 2022 | 大愛       | 《天下第一招》                   | 林明玲          |

### 電影
| 上映日期   | 片名               | 飾演       | 導演           |
| 2017-01-26 | 《大釣哥》         | 藍大釣之妻 | 黃朝亮         |
| 2017-10-20 | 《請愛我的女朋友》 | 小梅       | 郭春暉、林清振 |
| 2023-12-01 | 《BIG》            | 羅恆媽媽   | 魏德聖         |

## 發行作品

### 書籍
- 《李佳豫愛出走》，沃爾文化，2006年7月5日，ISBN 9861276831
- 《世界那麼大：小豫兒、柯以柔的旅行交換日記》，平裝本出版，2006年12月8日，ISBN 9578036094

### DVD
- 世界那麼大／李佳豫《祕魯》，采昌國際多媒體
- 世界那麼大／李佳豫《荷蘭》，采昌國際多媒體
- 世界那麼大／李佳豫《夏威夷》，采昌國際多媒體
- 世界那麼大／李佳豫《佛教精選》，采昌國際多媒體
- 世界那麼大／李佳豫《雲南》，采昌國際多媒體
- 世界那麼大／李佳豫《峇里島–神仙的花園》，采昌國際多媒體
- 世界那麼大／李佳豫《西班牙》，采昌國際多媒體
- 世界那麼大／李佳豫《尼泊爾》，采昌國際多媒體

## 其他

### 廣告
- 肯德基-外帶全家餐篇
- 肯德基-蛋塔篇
- 肯德基-墨西哥雞肉捲
- 中華電信
- 和信電訊
- 2002年全家便利商店
- 2003年萬通銀行彈跳篇
- 2003年泛亞電信預付卡
- 2004年統一企業泡麵
- 洽洽食品洽洽香瓜子-招財貓篇

### MV
- 游鴻明〈靠近一點〉

### 受訪
- Colalin(林穎璇)主持的網路廣播(Garena聊聊)節目《Cola IN了沒》，2013年7月3日

### 節目通告
- 綜藝大集合 (民視)
- 天才衝衝衝 (中華電視公司)
- 綜藝大熱門 (三立都會台)
- 小明星大跟班 (中天綜合台.中天娛樂台)
- 天天樂財神 (中天娛樂台)
- 飢餓遊戲 (中國電視公司)
- 娛樂百分百 (八大電視台)

## 外部連結
- 李佳豫=小豫兒  隨意窩 Xuite日誌 （页面存档备份，存于）
- 李佳豫的Facebook專頁
- 李佳豫小豫兒的新浪微博
- 李佳豫在豆瓣上的资料（简体中文）
- 李佳豫在时光网上的簡介（简体中文）